# Phyllonorycter cytisus
Phyllonorycter cytisus is een vlinder uit de familie mineermotten (Gracillariidae). De wetenschappelijke naam is voor het eerst geldig gepubliceerd in 1952 door Amsel & Hartig.
De soort komt voor in Europa.